# Fraita
Fraita (arabsko الفرائطة), je mesto v Maroku, je del province El Kelaat Es-Sraghna, v regiji Marrakech-Tensift-El Haouz.
Fraita se nahaja jugovzhodno od mesta El Kelaat Es-Sraghna in je oddaljena 21 km, število prebivalcev: 10.555 v letu 2004, reke Ouad al-akhedhar in Ouad Tassaout.